# Грос-Роргайм
Грос-Роргайм (нім. Groß-Rohrheim) — громада в Німеччині, знаходиться в землі Гессен. Підпорядковується адміністративному округу Дармштадт. Входить до складу району Бергштрасе.
Площа — 19,56 км2. Населення становить 3788 ос. (станом на 31 грудня 2020).